# Dédougou
Dédougou  város Burkina Faso nyugati részén, az ország 9. legnépesebb városa. Legnagyobb etnikai csoportja a marka és a bwa. 2006-ban a település népessége 37 793 fő, amiből 18 778 férfi és 19 015 fő nő volt.

## Közlekedés
Dédougout aszfaltutak kötik össze Bobo-Dioulassóval és Koudougouval, megkönnyítve a gyors  forgalmat és áruszállítást. 

## Gazdaság

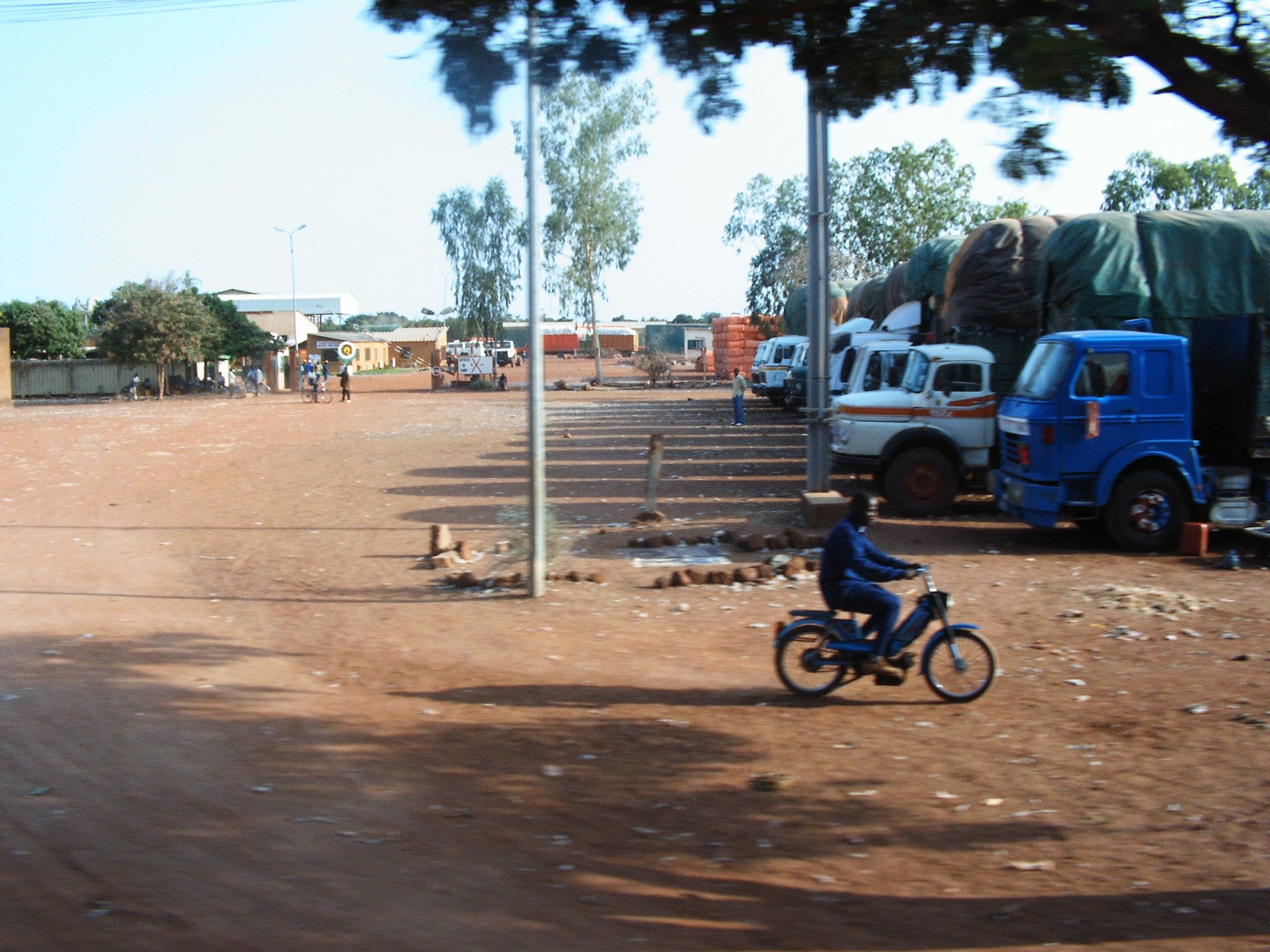
gyapottal megrakott teherautók

A város népessége legnagyobb arányban a mezőgazdaságból él, de a könnyű- és a szolgáltatóipar is jelen van. Főként gyapotot termelnek.

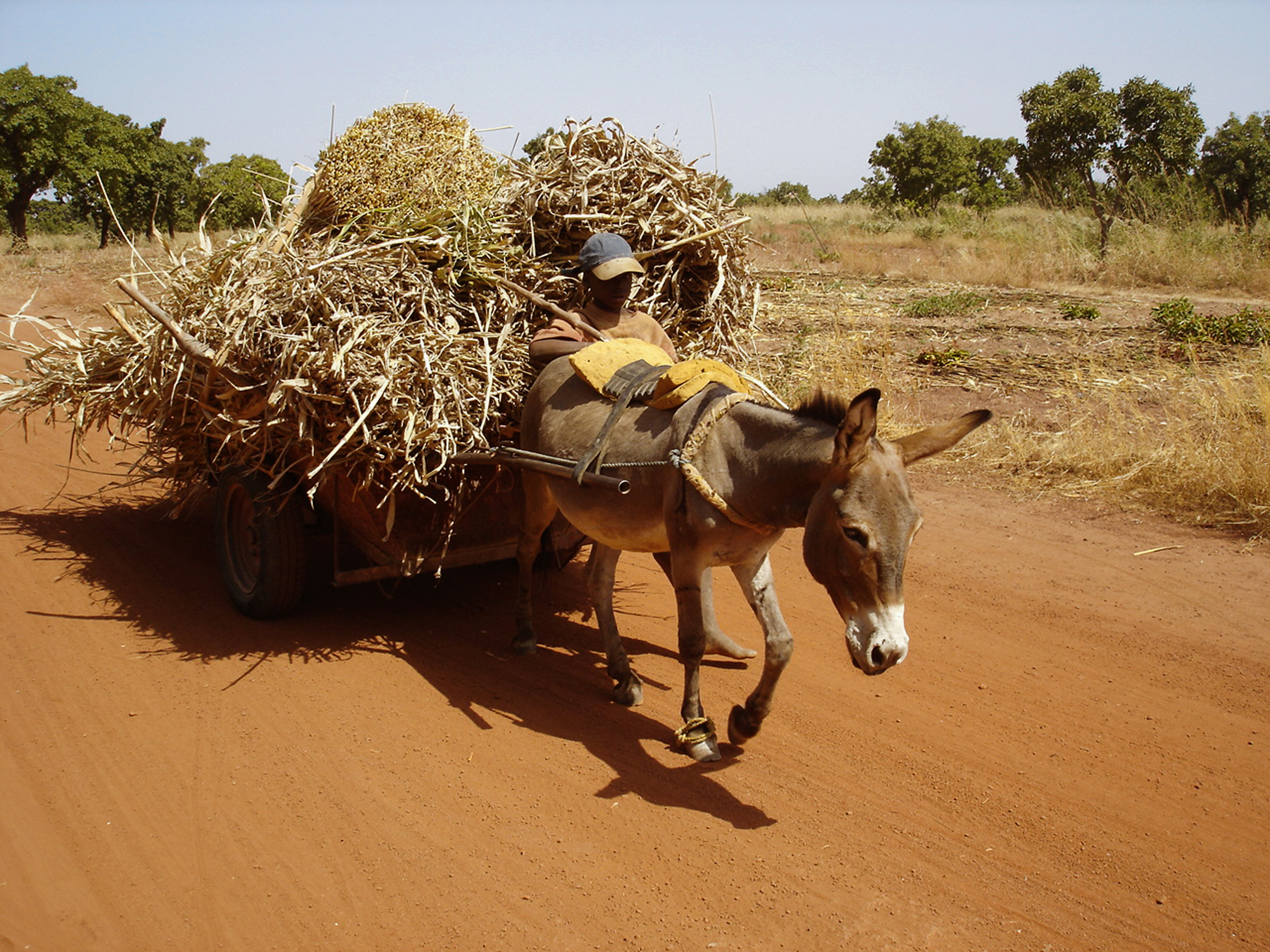
Szamár vontatta kocsi

## Népesség
A népesség évente 3,4%-kal nő. Érdekes, hogy volt idő, amikor a lakosság elvándorolt innen a jobb munkalehetőséget nyújtó helyekre, Elefántcsontpartra vagy Nigerbe. 1936–2006 között azonban közel hatszorosára nőtt a város és környéke lakossága.

## Oktatás
Dédougou  fontos oktatási központ. Egyeteme mellett számos közép- és általános iskola található a városban. 

## Egészségügy
Négy egészségügyi központ látja el a betegeket.

## Sport
A városnak egy másodosztályú labdarúgó csapata van: a l’Olympic System et Bankuy Sport nevű klub.

## Testvérváros
A francia Douai Dédougou testvérvárosa.

## Fordítás
- Ez a szócikk részben vagy egészben  a   Dédougou című angol Wikipédia-szócikk ezen változatának fordításán alapul.  Az eredeti cikk szerkesztőit annak laptörténete sorolja fel. Ez a jelzés csupán a megfogalmazás eredetét és a szerzői jogokat jelzi, nem szolgál a cikkben szereplő információk forrásmegjelöléseként.
- Ez a szócikk részben vagy egészben  a   Dédougou című francia Wikipédia-szócikk ezen változatának fordításán alapul.  Az eredeti cikk szerkesztőit annak laptörténete sorolja fel. Ez a jelzés csupán a megfogalmazás eredetét és a szerzői jogokat jelzi, nem szolgál a cikkben szereplő információk forrásmegjelöléseként.